# An Khang (xã)
An Khang là một xã thuộc thành phố Tuyên Quang, tỉnh Tuyên Quang, Việt Nam.

## Địa lý
Xã An Khang nằm ở phía đông nam thành phố Tuyên Quang, có vị trí địa lý:
- Phía đông giáp huyện Yên Sơn
- Phía tây giáp phường An Tường và xã Lưỡng Vượng
- Phía nam giáp xã Thái Long và huyện Sơn Dương
- Phía bắc giáp phường Nông Tiến.

Xã An Khang có diện tích 13,35 km², dân số năm 2022 là 4.835 người, mật độ dân số đạt 362 người/km².

## Hành chính
Xã An Khang được chia thành 9 thôn: An Lộc A, An Lộc B, An Phúc, Bình Ca, Phúc Lộc A, Phúc Lộc B, Thúc Thủy, Trường Thi A, Trường Thi B.

## Lịch sử
Ngày 27 tháng 12 năm 1975, Quốc hội ban hành Nghị quyết về việc thành lập tỉnh Hà Tuyên trên cơ sở tỉnh Tuyên Quang và tỉnh Hà Giang. Khi đó, xã An Khang thuộc huyện Yên Sơn, tỉnh Hà Tuyên.
Ngày 12 tháng 8 năm 1991, Quốc hội ban hành Nghị quyết về việc chia tỉnh Hà Tuyên thành tỉnh Tuyên Quang và tỉnh Hà Giang. Khi đó, xã An Khang thuộc huyện Yên Sơn, tỉnh Tuyên Quang.
Ngày 15 tháng 7 năm 1999, Chính phủ ban hành Nghị định số 56/1999/NĐ-CP về việc sáp nhập một phần dân cư của thị trấn nông trường Sông Lô vào xã An Khang.
Ngày 3 tháng 9 năm 2008, Chính phủ ban hành Nghị định số 99/2008/NĐ-CP về việc sáp nhập xã An Khang thuộc huyện Yên Sơn vào thị xã Tuyên Quang quản lý.
Ngày 2 tháng 7 năm 2010, Chính phủ ban hành Nghị quyết số 27/NQ-CP về việc thành lập thành phố Tuyên Quang thuộc tỉnh Tuyên Quang. Xã An Khang trực thuộc thành phố Tuyên Quang.
Tính đến ngày 31 tháng 12 năm 2010, xã An Khang có 12 thôn: 1A, 1B, 2, 3, 4, 5, 6, 7, 8, Trường Thi, Phúc 
Lộc, Thúy An.
Tính đến ngày 31 tháng 12 năm 2018, xã An Khang có 12 thôn: An Lộc A, An Lộc B, An Phúc, Bình Ca, Phúc Lộc A, Phúc Lộc B, Tân Thành, Thúc Thủy, Thúy An, Trường Thi A, Trường Thi B, Trường Thi C.
Ngày 19 tháng 3 năm 2019, HĐND tỉnh Tuyên Quang ban hành Nghị quyết số 02/NQ-HĐND về việc:
- Sáp nhập thôn Thúy An vào thôn Bình Ca.
- Sáp nhập thôn Tân Thành vào thôn Phúc Lộc B.
- Sáp nhập thôn Trường Thi C vào thôn Trường Thi B.

Xã An Khang có 9 thôn: An Lộc A, An Lộc B, An Phúc, Bình Ca, Phúc Lộc A, Phúc Lộc B, Thúc Thủy, Trường Thi A, Trường Thi B.